# 朴茨茅斯 (多米尼克)
朴茨茅斯（英語：Portsmouth）是加勒比海島國多米尼克聖約翰區的首府和最大城鎮，也是該國第二大城鎮，位於該島西北海岸的印第安河，海拔高度43米，2001年人口2,977人。美洲羚羊国家公园位于该镇之北的半岛上。朴茨茅斯在鲁伯特公主湾上有自己的港口。
该镇的农贸市场在星期二、星期五和星期六营业。

## 历史
朴茨茅斯是多米尼克最早的首都，但在1760年因疟疾于当地爆发,首都搬迁到现在的罗索。

## 教育
位于朴茨茅斯附近的郊区皮卡德的罗斯大学医学院有1,000多名学生，他们主要来自美国和加拿大。它是当地人的主要经济来源。之后该校受到飓风玛丽亚影响而搬到巴巴多斯，在它的原址上建立了多米尼克医科大学与凯宾斯基度假酒店。

## 著名人物
该地为Exile One歌手戈登·亨德森和当地政治家罗西·道格拉斯的出生地。

## 体育
贝加明公园是主要运动场馆，主办顶级板球赛。

## 旅游
该区域有许多旅游和就业计划。日本政府现在在朴茨茅斯投资建设鱼类加工厂。